# Балтазар Адам Крчелич
Балтазар Адам Крчелич (хорв. Baltazar Adam Krčelić; 5 лютого 1715 — 29 березня 1778) — хорватський церковний діяч, історик, літературний критик часів панування Габсбургів.

## Життєпис
Походив зі шляхетської родини Крчеличів. Народився 1715 року у маєтку Брдович (поблизу Загреба). Спочатку навчався в єзуїтські школі в Загребі (Neoacademia Zagrabiensis), потім у єпископській середній школі, де оволодів латинню та німецькою мовою. Як обдарованого студента його відправили на навчання до єзуїтського Хорватського колегіуму у Відні, оволодів французькою та італійською мовами. Після його закінчення 4 роки навчався в Іллірійському колегіумі в Болоньї. Здобув ступінь доктора філософії та теології. Також мав ґрунтовні знання з права.
Спочатку служив капеланом у церкві св. Мартіна під Окічем, потім приходським священником в Селімі біля м. Сисак. Незабаром після цього він став префектом Загребської семінарії, а потім — каноніком Загребського собору. 1747 року призначено ректором Хорватського колегіумі у Відні. Тут увійшов до почту імператриці Марії Терезії, яка передала Крчеличу рукописи Павао Ріттер Вітезовича. Відтоді він захопився історією.
1749 року Балтазар Адам Крчелич повертається до Загребу, де отримав підтримку з боку загребського єпископа Франьо Ксав'є Клобусицького. Завдяки цьому став членом Судового столу Хорватії, а невдовзі й архідияконом. З ініціативи комісії імператорського двору склав пропозиції з реорганізацію політичного устрою Хорватії в бік посилення влади Відня. У Загребі стала відома записка Крчелича, що викликало відчуження від нього місцевої еліти.
З 1752 року вступив у конфлікт з новим загребським єпископом Франьо Таузі. Він переріс у багаторічний судовий процес. Решту життя присвятив історичним працям. У 1777 році подарував Королівської академії в Загребі свою бібліотеку. Вона стала основою академічної бібліотеки, згодом — сучасної Національної та університетської бібліотеки Загреба. Помер Балтазар Адам Крчелич 1778 року в Загребі.

## Творчість
Займався переважно історією Хорватії, залишаючись прихильником абсолютної монархії Габсбургів. Це «Historia cathedr. ecclesiae Zagrebi» («Історія загребського кафедрального собору» (від заснування до 1603 року), видано 1769 року), перша частина «De regnis Daim., Croat., Slav. notitia praeliminares» («Попередні нариси про королівства Далмації, Хорватії і Славонії», 1770 рік, друга частина (доведена до 1667 року) залишилася у рукописі). Усі вони складені латиною. В «Попередніх нарисах…» автор спробував представити цілісну історію Хорватії. В ній також намагався довести права Габсбургів на панування в Далмації, Хорватії, Славонії, Боснії та Сербії.
Найзначущою історичною працею є «Аннали, або Історія 1748—1767». За життя автора її не було видано друком (сталося лише 1901 року, в перекладі сербохорватською мовою видано 1952 року). Складено латиною. Належить до мемуарного жанру з елементами історіографії та хроніки.
У автором життєпису загребського єпископа августина Газотті («Żiwljenje błażenoga Augustina Gazotti»), яке було складено кайкавським діалектом хорватської мови.
Під псевдонимом А.Барич видав «Огляд письменників королівства Славонії з XIV до XVII в.» (1774 рік, Вараджин), де аналізуються твори представників хорватської літератури від Августина Казотича до Павао Ріттер Вітезовича.